# عبد الله دار
عبد الله دار هو أستاذ علوم الصحة العامة والجراحة في جامعة تورنتو، وكبير العلماء ومدير الأخلاقيات والتجارة في مركز ساندرا روتمان، الشبكة الصحية الجامعية وجامعة تورنتو. وهو أيضًا كبير مسؤولي العلوم والأخلاقيات بمؤسسة غراند تشالنجز كندا (Grand Challenges Canada).
وبعد دراسته في كليات الطب في أوغندا ولندن، إنجلترا، ذهب دار إلى جامعة أكسفورد حيث أتم التدريبات السريرية للدراسات العليا في مجال الجراحة وكذلك في الطب الباطني، وحصل على الدكتوراه في علم مناعة نقل الأعضاء وزمالة في عمليات الزرع. وكان محاضرًا في الطب السريري في جامعة أكسفورد لعدة سنوات قبل الانتقال إلى الشرق الأوسط للمساعدة في بدء تشغيل كليتين طبيتين. وكان المدير المؤسس لقسم الجراحة في عُمان لمدة عشر سنوات قبل الانتقال إلى جامعة تورنتو في 2001.
وقد شمل المسار الأكاديمي لدار العلوم الطبية الحيوية وزراعة الأعضاء والجراحة الصحة العالمية والأخلاقيات البيولوجية. ويعمل في العديد من الهيئات الاستشارية لدى الأمم المتحدة ومنظمة الصحة العالمية ويونسكو وكان عضوًا في اللجنة عالية المستوى المعنية بالتكنولوجيا الحيوية الحديثة التابعة للاتحاد الإفريقي.
إن دار حائز على زمالة الجمعية الملكية الكندية وأكاديمية العلوم الخاصة بالعالم النامي (TWAS) والأكاديمية الكندية للعلوم الصحية وأكاديمية نيويورك للعلوم وهو زميل أول في كلية ماسي، جامعة تورنتو. وهو عضو باللجنة الدولية للأخلاقيات البيولوجية التابعة لليونسكو ولجنة الأخلاقيات التابعة منظمة الجينوم البشري.
ومن بين الجوائز الدولية التي حصل الأستاذية الهنترية للكلية الملكية للجراحين في إنجلترا وجائزة ابن سينا لأخلاقيات العلوم الخاصة باليونسكو كما أنه يحمل الرقم القياسي العالمي لإجراء أصغر عملية كلى. وحصل على جائزة أنتوني ميللر للتميز البحثي في جامعة تورنتو في عام 2005.
وينصب تركيز البحوث الرئيسية لدار على استخدام علوم الحياة لتخفيف التحامل في مجال الصحية العالمية، مع تركيز خاص على بناء القدرات العلمية وزيادة الابتكار في البلدان النامية، بالإضافة إلى دراسة مدى إمكانية أخذ التكنولوجيات على نحو سريع من المختبرات وتطبيقها عمليًا.
ودار هو رئيس مجلس إدارة التحالف العالمي للأمراض المزمنة ورئيس المجلس الاستشاري للمعهد الدولي للصحة العالمية التابع لجامعة الأمم المتحدة.